# Gary Glick
(en) Statistiques sur pro-football-reference
Gary Galen Glick , né le 14 mai 1930 à Grant, au Nebraska et mort le 11 février 2015 à Fort Collins au Colorado, est un américain, joueur professionnel de football américain pendant sept saisons en National Football League. Il est sélectionné en premier choix lors du premier tour de la draft 1956 de la NFL et le seul defensive back à avoir été sélectionné en premier choix lors d'une draft de la NFL (1936 à 2019). Glick étudie à l'université d'État du Colorado, où il occupe le poste de quarterback pour la franchise des Rams.
Jusqu'en 1985, il est entraîneur principal des Neptunes de Norfolk (en) en Continental Football League (en) puis coordinateur offensif des Alouettes de Montréal avant de devenir scout NFL.

## Jeunesse
Glick est né le 14 mai 1930 à Grant dans l'État du Nebraska . Tout jeune, il déménage à Lakewood, dans l'État du Colorado. Ses parents s'installent ensuite à LaPorte toujours au Colorado et il y fréquente l'école secondaire Cache La Poudre. Après y avoir obtenu son diplôme en 1948, Glick est incorporé dans la Mavy où il joue au football américain, au basket-ball et au softball. Il fait partie de l'équipe-type 1950 de la Navy et y est désigné athlète de l'année en 1951.

## Carrière universitaire
De 1953 à 1955, Glick joue au football américain universitaire pour les Aggies de Colorado A&M (aujourd'hui dénommé Rams de Colorado State) et a reçu plusieurs honneurs en tant que halfback, kicker, linebacker, defensive end et quarterback. En 1954, il est désigné meilleur arrière de la semaine (Back of the Week) par l'Associated Press à la suite de ses performances lors du match joué le 6 novembre contre les Utes de l'Utah . À la fin de la saison 1955, il est sélectionné dans la seconde équipe-type nationale (All-America) par l'Associated Press  ai si que dans celle de l'équipe académique All-America.
En 1954, avec huit interceptions effectuées sur la saison, il détient le record des équipes universitaires du pays (record toujours d'actualité). En 1955 il détient le record du pourcentage de field goals réussis. Il est sélectionné dans l'équipe-type Blue-Gray 1955 du Hula Bowl et du Chicago Charities College All-Star Game (en) après avoir remporté le titre de conférence avec les Aggies pour la saison 1955,.

## Carrière professionnelle
Glick est sélectionné en premier choix lors du premier tour de la draft 1956 de la NFL par la franchise des Steelers de Pittsburgh,. Il est toujours actuellement le seul joueur de l'histoire de l'université d'État du Colorado à avoir été sélectionné en tout premier choix lors d'une draft de la NFL,. Il joue en NFL pour les Steelers de 1956 à 1959, pour les Redskins de Washington en 1959 et 1960, et pour les Colts de Baltimore en 1961,. En 1962, il occupe le poste d'entraîneur de la défense arrière des Broncos de Denver. En 1963, il joue à nouveau pour les Chargers de San Diego lesquels remportent avec lui le titre de l'American Football League.

## Carrière post-NFL
Il prend sa retraite comme joueur en 1964. Il devient en 1965 entraîneur principal des Neptunes de Norfolk (en) évoluant en Continental Football League (en) de 1965 à 1967 et en 1969. Au cours de cette période, Glick est désigné entraîneur de l'année en 1967 et en 1969,. Glick obtient avec les Neptunes un bilan global (cinq saisons) de 38 victoires pour 18 défaites.
En 1968, il rejoint la Ligue canadienne de football et y occupe le poste de coordinateur offensif des Alouettes de Montréal . Il terminé sa carrière d'entraîneur à l'université de l'Arizona en 1972. Glick devient ensuite recruteur à Baltimore, en Nouvelle-Angleterre et dans la Ligue canadienne de football. Il prendt sa retraite en 1985.

## Honneurs
En 1988, Glick est nommé dans la classe inaugurale du Hall of fame de l'université d'État du Colorado (Colorado State University Sports Hall of Fame), et est intronisé au Hall of Fame de l'État du Colorado (Colorado Sports Hall of Fame) en 1992 .
Il est également sélectionné dans l'équipe du centenaire de l'université du Colorado (CSU All-Century).

## Mort
Le 11 février 2015, Glick décède à l'âge de 84 ans à la suite d'un accident vasculaire cérébral, à son domicile de Fort Collins au Colorado.